# Gręboszów (gmina)
Gręboszów – gmina wiejska w województwie małopolskim, w powiecie dąbrowskim. W latach 1975–1998 gmina położona była w województwie tarnowskim.
Siedziba gminy to Gręboszów.
Według danych z 30 czerwca 2009 gminę zamieszkiwało 3529 osób.

## Historia
Pierwsza wzmianka historyczna o Gręboszowie pochodzi z 1287 roku, kiedy to wieś pozostawała w rękach przedstawicieli rodu rycerskiego herbu Nieczuja. Znalezione w Gręboszowie monety z czasów rzymskich pozwalają sądzić, że Gręboszów leżał na szlaku handlowym, biegnącym z południa na północ. Nazwa wsi pochodzi od imienia Grębosz (Grembosz), domniemanego właściciela lub założyciela wsi. W roku 1539 istniała we wsi szkoła parafialna.

W okresie walk między królem polskim Augustem II Mocnym a szwedzkim Karolem XII Szwedzi w latach 1702–1709 ograbili teren gminy oraz zniszczyli wiele domostw. Po I rozbiorze Polski część ziem gminy zakupił hrabia Wodzicki – zwolennik austriackich rządów. W okresie powstania listopadowego przez tereny obecnej gminy przemycano żywność oraz broń z Galicji. W roku 1863 przez komorę celną w Ujściu Jezuickim przybywali uciekinierzy z Królestwa Polskiego po powstaniu – aresztowano tu m.in. powstańczego dyktatora gen. Mariana Langiewicza. Z Gręboszowem związana jest także powstać marszałka Józefa Piłsudskiego, który to 29 września 1914 roku wraz z I Pułkiem Piechoty Legionów Polskich przeprawił się na drugi brzeg w miejscu gdzie Dunajec wpada do Wisły. Tereny gminy były także świadkami działań podczas II wojny światowej. 29 lipca 1944 roku oddział własowców stoczył walkę z partyzantami w Opatowcu, a następnie za stawiany opór spacyfikował Opatowiec oraz wieś Ujście Jezuickie, mordując tam kilka osób, a 18 rozstrzeliwując w Danielinku koło Dąbrowy Tarnowskiej. W czasie działań II wojny światowej zginęło 68 osób mieszkańców gminy.

## Struktura powierzchni
Według danych z roku 2002 gmina Gręboszów ma obszar 48,63 km², w tym:
- użytki rolne: 83%
- użytki leśne: 1%

Gmina stanowi 9,23% powierzchni powiatu.

## Demografia

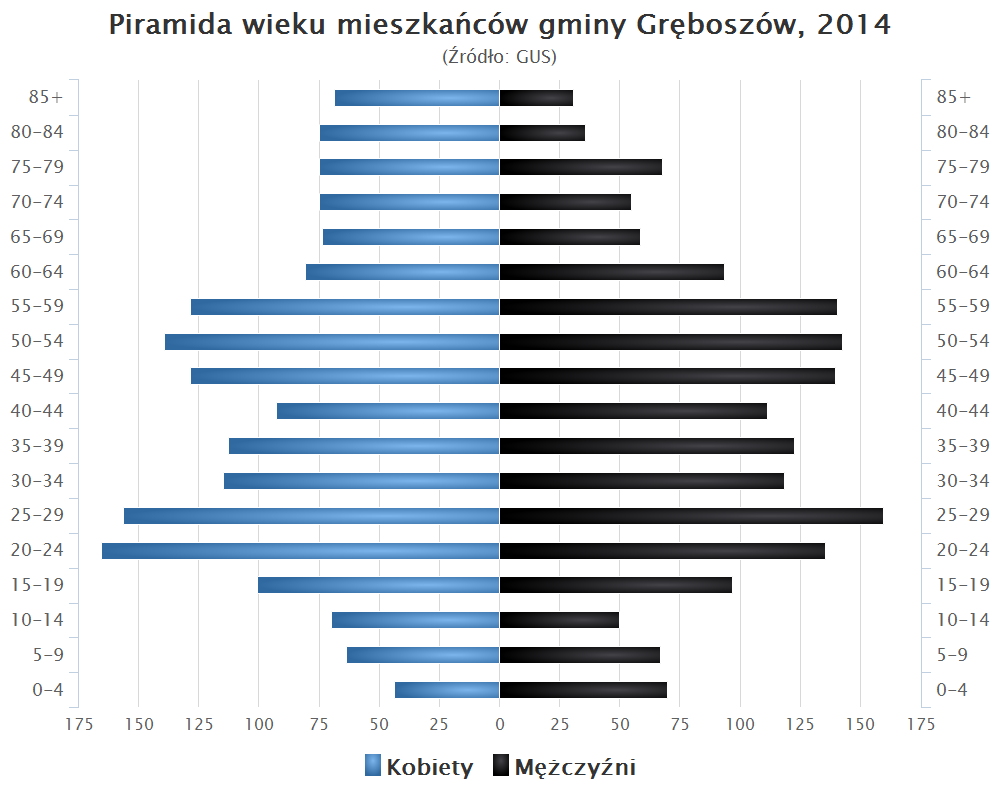
Piramida wieku mieszkańców gminy Gręboszów w 2014 roku

Dane z 31 grudnia 2008:
| Opis                              | Ogółem | Ogółem | Kobiety | Kobiety | Mężczyźni | Mężczyźni |
| --------------------------------- | ------ | ------ | ------- | ------- | --------- | --------- |
| jednostka                         | osób   | %      | osób    | %       | osób      | %         |
| populacja                         | 3604   | 100    | 1862    | 51,7    | 1742      | 48,3      |
| gęstość zaludnienia (mieszk./km²) | 74     | 74     | 38,3    | 38,3    | 35,7      | 35,7      |

## Sołectwa
Bieniaszowice, Biskupice, Borusowa, Gręboszów, Hubenice, Karsy, Kozłów, Lubiczko, Okręg, Ujście Jezuickie, Wola Gręboszowska, Wola Żelichowska, Zapasternicze, Zawierzbie, Żelichów.

## Sąsiednie gminy
Bolesław, Nowy Korczyn, Olesno, Opatowiec, Wietrzychowice, Żabno